# Opogona papayae
Opogona papayae är en fjärilsart som beskrevs av Turner 1923. Opogona papayae ingår i släktet Opogona och familjen äkta malar. Inga underarter finns listade i Catalogue of Life.